# Sigrid Happ
Sigrid Happ (* 1953) ist eine ehemalige deutsche Judoka, die dreimal Europameisterin war.
Sigrid Happ vom Lübecker Judo-Club gewann 1973 die German Open in München und die British Open in London. Im Dezember 1974 wurden in Genua inoffizielle Europameisterschaften ausgetragen. Sigrid Happ belegte einen dritten Platz im Leichtgewicht, der Gewichtsklasse bis 56 Kilogramm. 1975 fanden in München die ersten offiziellen Europameisterschaften statt. Sigrid Happ gewann das Finale im Leichtgewicht gegen die Italienerin Franka Luzzi. 1976 gewann Sigrid Happ ihren ersten deutschen Meistertitel. Bei den Europameisterschaften in Wien siegte sie im Finale gegen die Spanierin Sacramento Moyano. 1977 gewann sie ihren zweiten deutschen Meistertitel und bei den Europameisterschaften in Arlon wurde sie zum dritten Mal in Folge Europameisterin.
Sigrid Happ war später wissenschaftliche Mitarbeiterin und Fachleiterin für Kampf- und Budosport am Fachbereich Bewegungswissenschaft an der Universität Hamburg. Sie ist Trägerin des 7. Dan.